# Tempe Terra
Tempe Terra ist eine Hochebene auf dem Planeten Mars.

## Geschichte
Das Hochland Tempe Terra wurde erstmals durch den griechischen Astronomen Eugenios Antoniadis beschrieben. Während seiner Beobachtungen des Gebiets am Observatorium in Paris konnte er unter anderem die weit verbreitete Vermutung widerlegen, die vom Astronomen Giovanni Schiaparelli beobachteten „Kanäle“ seien künstliche Wasserstraßen.

## Areografie

### Lage
Das rund 2,1 Millionen Quadratkilometern umfassende Hochland befindet sich auf der Nordhalbkugel des Planeten, mit dem Mittelpunkt bei 54,08° nördlicher Breite und 309,16° östlicher Länge. Der Westen befindet sich im Arcadia-, der Osten im Mare-Acidalium-Gradfeld. Im Norden grenzt es an die den Nordpol umgebende Tiefebene Vastitas Borealis, im Osten an die Acidalia- und die Chryse-Ebene, im Süden an die Kasei Valles und im Südwesten an die Tharsis-Region. Das Gebiet befindet sich zwischen dem südlichen Hochland und der nördlichen Tiefebene.

### Oberflächenstrukturen

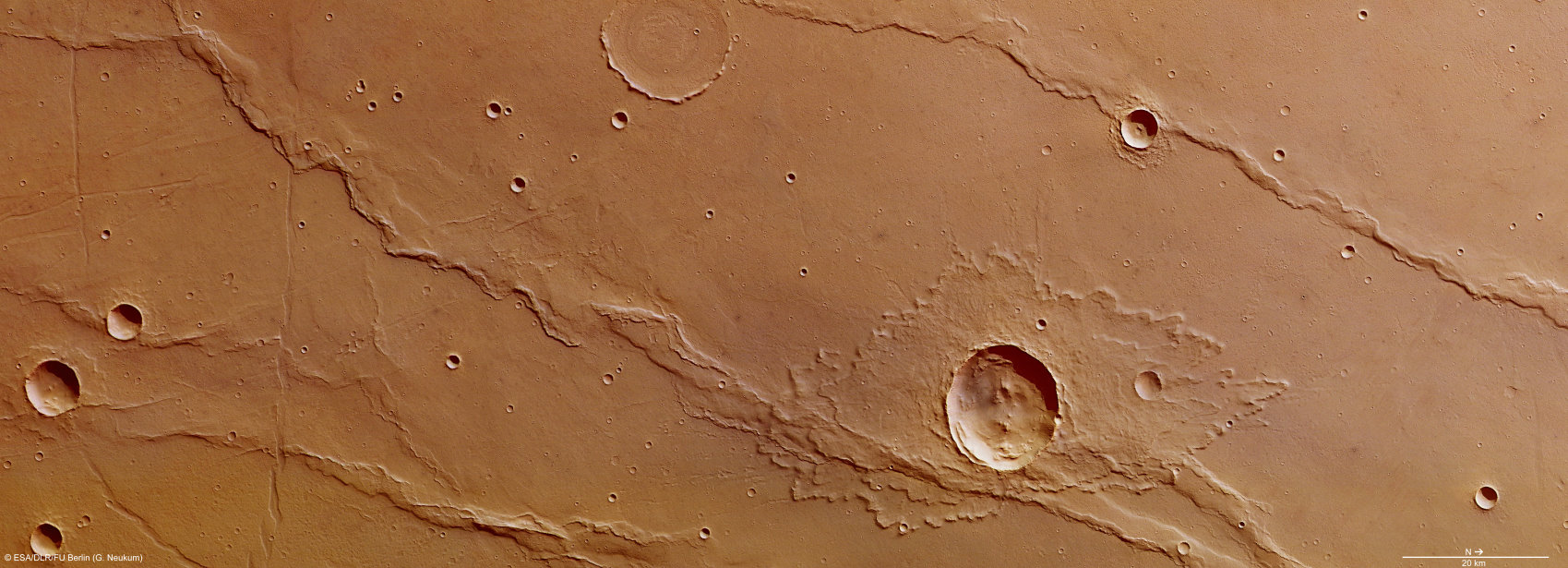
Eine Aufnahme des Mars Express zeigt Runzelrücken auf der Marsoberfläche.

Das Gebiet ist durch eine Vielzahl tektonischer Strukturen geprägt und gilt als eines der geologisch vielfältigsten auf dem Mars.

#### Runzelrücken
Die Oberfläche wird unter anderem durch gratartige Strukturen geprägt. Hierbei handelt es sich um so genannte Runzelrücken (lat. dorsa, engl. wrinkle ridges). Runzelrücken sind  Landschaftsformen, die entstehen, wenn die Marskruste durch starken tektonischen Druck gestaucht wird und sich, aufgrund der verkürzten Oberfläche, schließlich leichte Erhebungen bilden.

#### Grabenbrüche

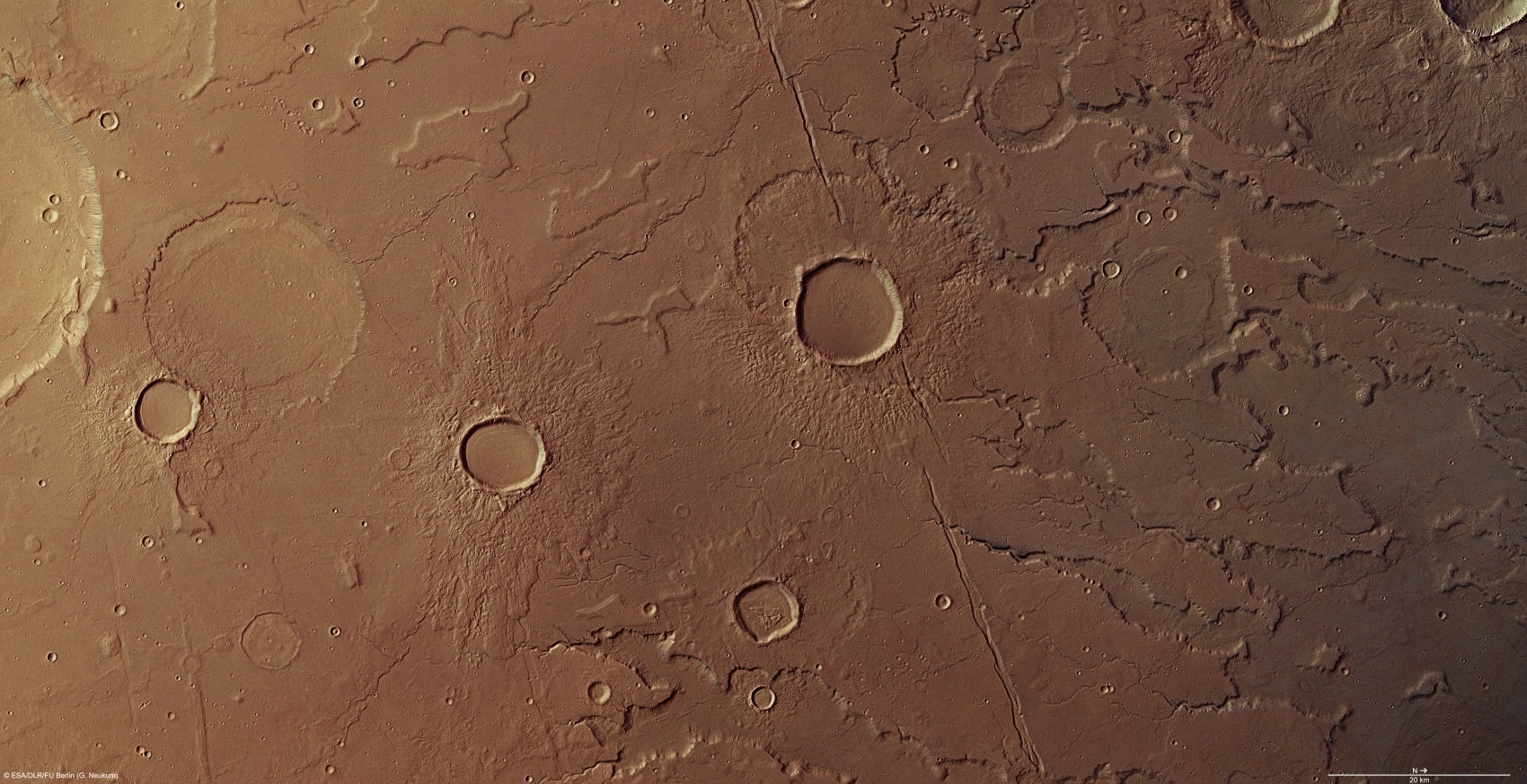
Ein Grabenbruch zieht sich fast gradlinig vom unteren zum oberen Bildrand.

Des Weiteren wird die Region von mehreren, rund einen Kilometer breiten und mehreren Kilometer langen Grabenbrüchen durchzogen. Während sich Runzelrücken durch Stauchen der Marsoberfläche entwickeln, entstehen Grabenbrüche durch Dehnen der Kruste infolge tektonischer Kräfte, sodass die so verlängerte Oberfläche Risse bildet. Einige Grabenbrüche werden in Teilen von Kratern überdeckt.

#### Krater
Im Gegensatz zur flachen, nördlich anliegenden Tiefebene besitzt das Hochland viele Einschlagkrater. Die jüngeren Krater überdecken teils ältere Fluss- und Grabenbruchsysteme, womit Aussagen über die zeitliche Entstehungsabfolge der einzelnen Oberflächenstrukturen getätigt werden können. Die älteren Einschlagkrater wurden mittlerweile durch fließendes Wasser abgetragen, durch Sedimente bedeckt oder zumindest von diesen aufgefüllt.

#### Täler
Der Nordosten, in dem sich das Hochland um rund einen Kilometer langsam zur Tiefebene absenkt, ist durch zahlreiche Talsysteme geprägt.

## Namensherkunft
Benannt wurde das Tempe Terra nach einem im griechischen Thessalien liegenden Tal, in dem der griechischen Mythologie nach Eurydike, die Gattin des Orpheus, bei ihrer Flucht vor ihrem Peiniger Aristaios durch einen Schlangenbiss starb.